# سوسة الحبوب
سوسة الحبوب (الاسم العلمي:Sitophilus) هي جنس من الحشرات يتبع فصيلة السوسية الحقيقية من الرتبة غمديات الأجنحة.

## أجناس
- سوسة القمح (الاسم العلمي:Sitophilus granarius)
- سوسة الذرة (الاسم العلمي:Sitophilus zeamais)
- سوسة الرز (الاسم العلمي:Sitophilus oryzae)
- سوسة الفاتيرية (الاسم العلمي:Sitophilus vateriae)
- سوسة التمر الهندي (الاسم العلمي:Sitophilus linearis)